# Throggs Neck (Bronx)

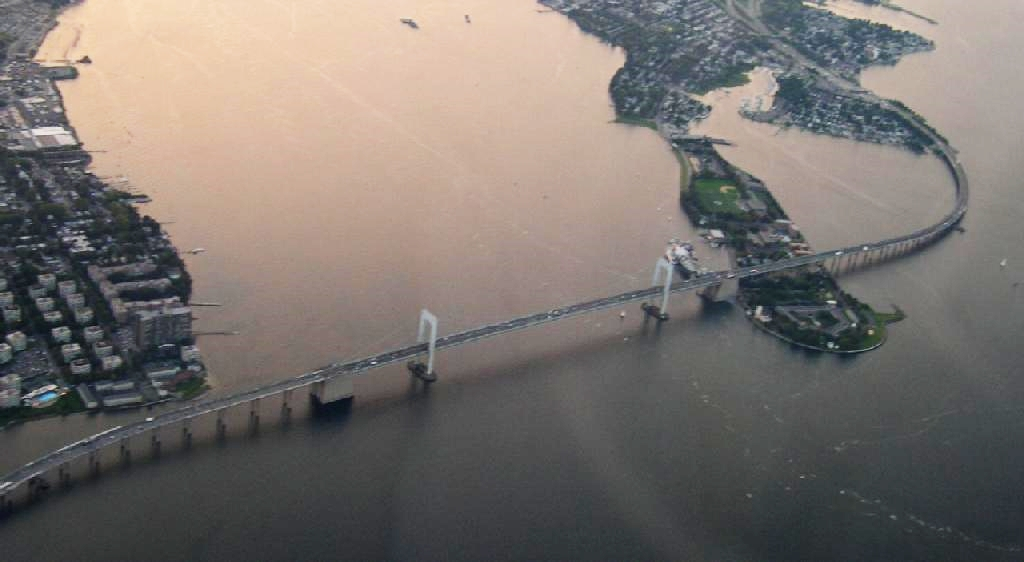
Vista aérea del Puente Throgs Neck atravesando Throggs Neck.

Throggs Neck (también escrito como, Throgs Neck) es un cordón litoral estrecho de tierra en la parte suroccidental del borough de el Bronx en la Ciudad de Nueva York, Estados Unidos, que delimita el paso entre el río Este y Long Island. "Throggs Neck" es también el nombre del barrio de la península, que limita al norte con la Avenida Tremont Este y la Avenida Baisley, al oeste con Westchester creek. Throggs Neck era en gran medida exenta de los graves efectos urbanos que afectaron a gran parte del Borough del Bronx, y cuenta con una diversa variedad de viviendas incluyendo vecindarios de media y clase media alta.

## Transporte
- Bx5: hacia Pelham Bay Park o la Estación de la Calle Simpson (vía la Avenida Story)
- Bx8: hacia la estación de la Calle 225 o Locust Point (vía Williamsbridge Rd)
- Bx40/42: hacia Morris Heights (vía las Avenidas Tremont-Burnside)
- BxM9 Express: hacia Midtown

## Cultura popular
- Entre las películas rodadas aquí cabe destacar: One Flew Over the Cuckoo's Nest, Despertares y Summer of Sam. Además de algunas escenas de la serie  Law & Order: Special Victims Unit.

- Además, el área es mencionada en una canción por The Mountain Goats, titulada "Going to Port Washington." La canción cuenta con la letra, "And as we crossed over the Throgs Neck Bridge / I had something on my mind."